# Augustin Debourge
Pour les articles homonymes, voir Debourge.
Augustin Debourge est un homme politique français né le 3 septembre 1750 à Paris et décédé le 10 avril 1834 à Pantin.
Négociant, il est député du tiers état pour la ville de Paris aux États généraux de 1789, siégeant dans la majorité.

## Sources
- « Augustin Debourge », dans Adolphe Robert et Gaston Cougny, Dictionnaire des parlementaires français, Edgar Bourloton, 1889-1891 [détail de l’édition]